# Indra (god)

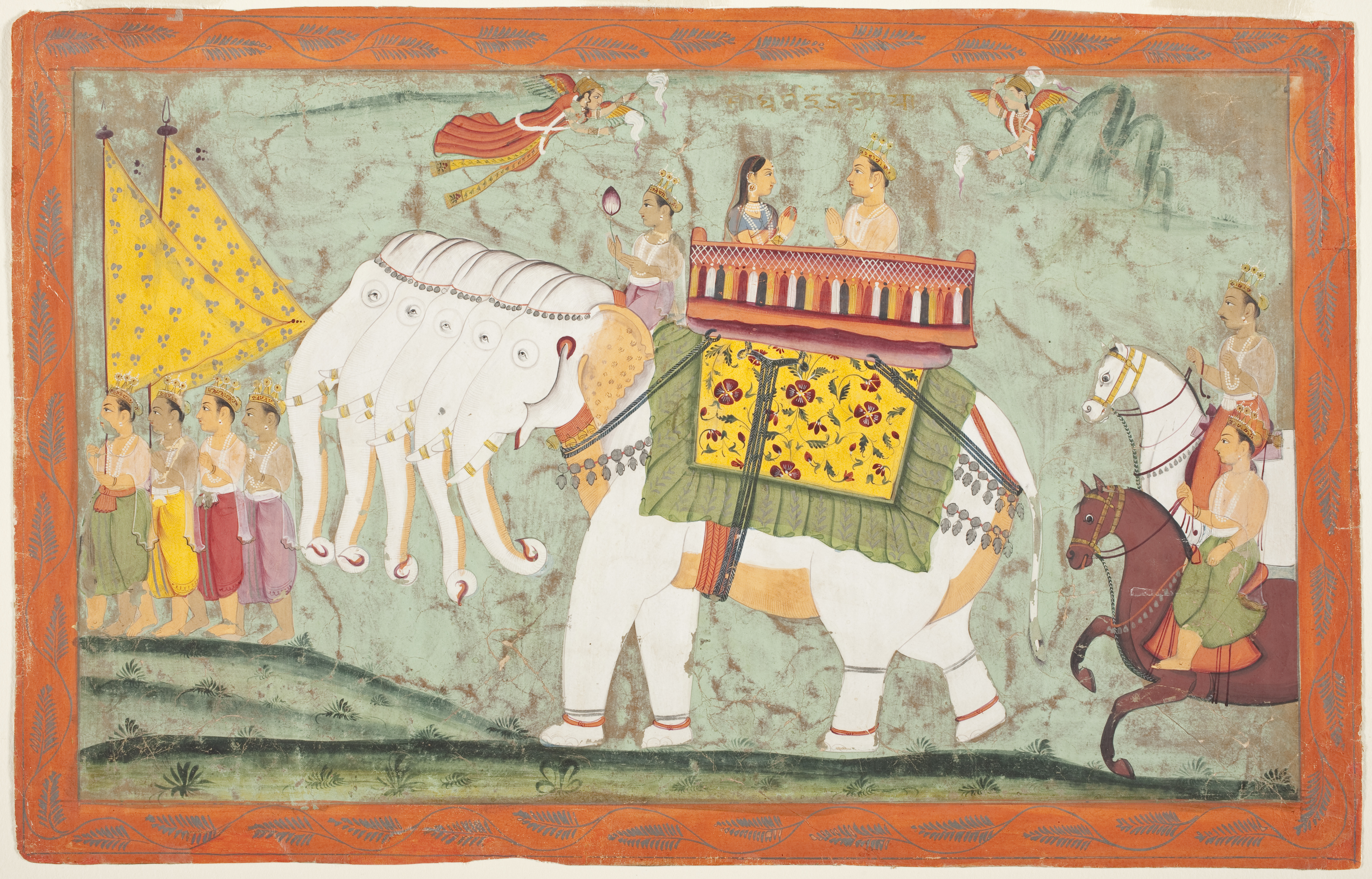
Indra op de witte olifant Airavata (1670 / 1680)

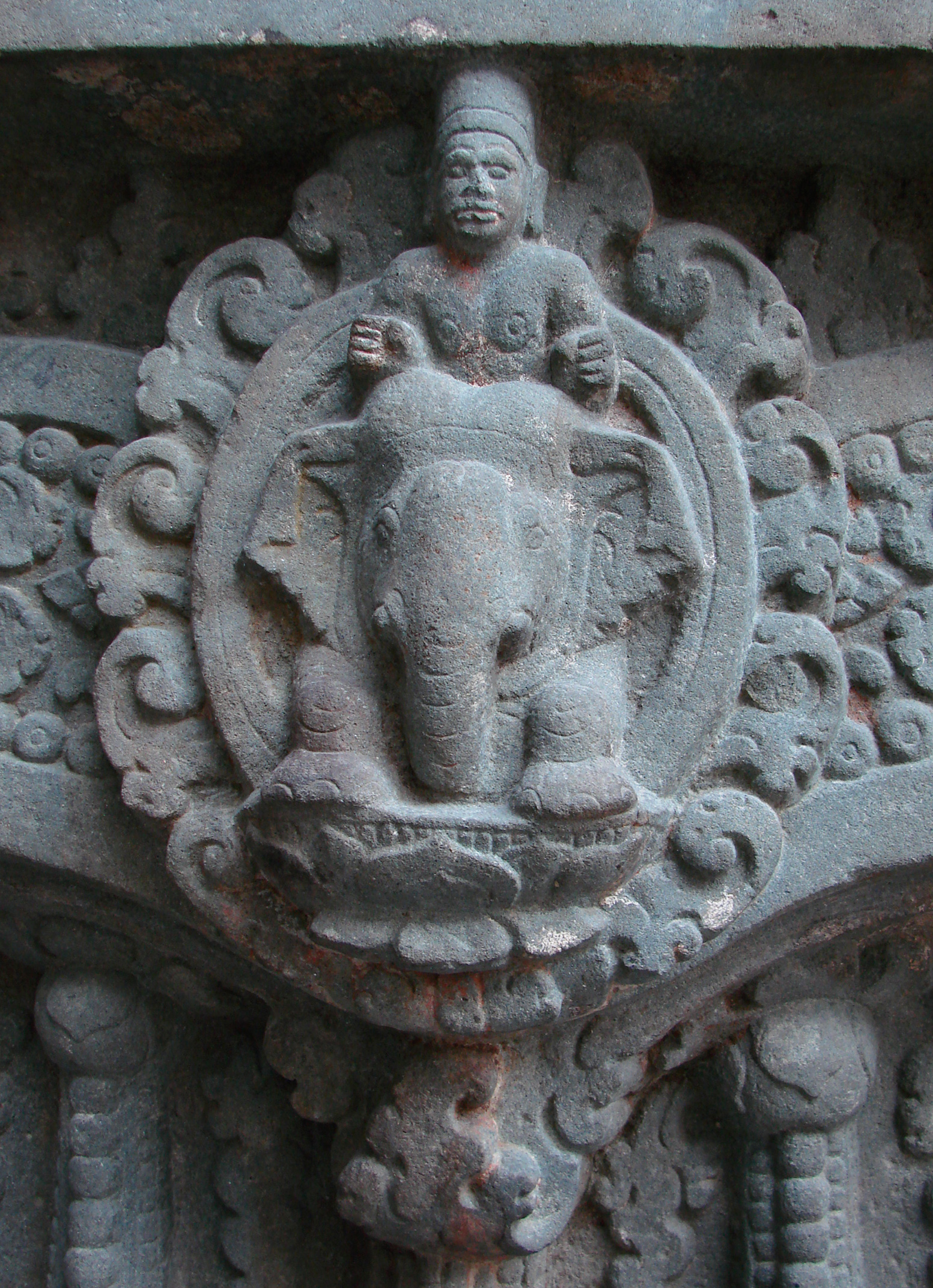
Indra (Cambodja)

Indra (Sanskriet: इन्द्र ) is in de Indiase oudheid een deva die al in de Rig-Veda genoemd wordt als de god van oorlog, de hemel, onweer en regen. Indra is geboren uit de hemel en aarde en scheidde deze voorgoed. Ook wordt zijn moeder met Aditi en zijn vader met Viswakarma (Tvastri) geïdentificeerd. Hij is geen asura (demon), maar de laatst gecreëerde deva (god). Indra roeide demonen uit en was aanvoerder van de goden in de strijd tegen de asura's. Indra is ook leider van de stormgoden, de Maruts. Zijn echtgenote heet Śacīdevī of Indrani. Hij is een jaloerse god, die de macht beheerst, niet het respect. Andere namen van Indra zijn: 'heer van de bergen', 'heer van Svargaloka (de hemel)', Sakra (geschikte), Divapati (heer van de goden), Bajri (bliksemhouder), Vritraha (overwinnaar van Vritra), Meghavahana (hij, die op de wolken rijdt), Mahendra (de grote Indra), Devendra, Swargapati (heer van de hemel) en Sahasraksha (met duizend ogen).
In het Brahmaans Vedisme kwamen 33 goden voor onder zijn leiding. Indra wordt beschouwd als "de koning van de Goden, die in diverse vorm en betekenissen in vele Indiase mythen verschijnt." (Zimmer, 1981). Andere Vedische goden zijn Agni, Mithra en Varuna.
Indra is tevens de god van de kshatriya-kaste, waartoe onder andere hoge militairen en ambtenaren behoren. Indra is in de hindoeïstische traditie een grote veroveraar, drinkt de rituele roesverwekkende drank soma, brengt dingen tot leven en zorgt voor welvaart. Na het drinken van soma zwelt Indra op en vult zo de hele hemel en aarde.
In het modernere hindoeïsme is Indra de god van de regen, die de oostelijke hemel beschermt, waaruit de moessonwolken komen. Hij nam veel functies van Varuna over en wordt zo een scheppende vruchtbaarheidsgod.

## Kenmerken
Hij is de "houder van de bliksem" en wordt afgebeeld met de vajra in de hand. Zoals sommige stormgoden van andere religies van Indo-Europese origine werpt hij de bliksem onder andere van de top van de berg Meru, waar hij woont.
Zijn verschijning is woest en rood en goudkleurig. In zijn rechterhand de bliksemflits, waarmee hij doodt en gesneuvelden tot leven kan wekken. Soms heeft hij vier armen, houdt hij een lans en een boog vast en heeft hij over zijn hele lichaam ogen. Hij rijdt in een strijdwagen of op de zon.
Hij laat zich op latere afbeeldingen rondrijden door zijn reuzenolifant Airavata, de hemelse voorvader van alle Indische olifanten, die uit het karnen van de Melkoceaan voortkwam. Sarama, de hond (teef) die voor hem de verblijfplaats van de goddelijke koeien opspeurt, is Indra's boodschapper.

## Oceaan van melk

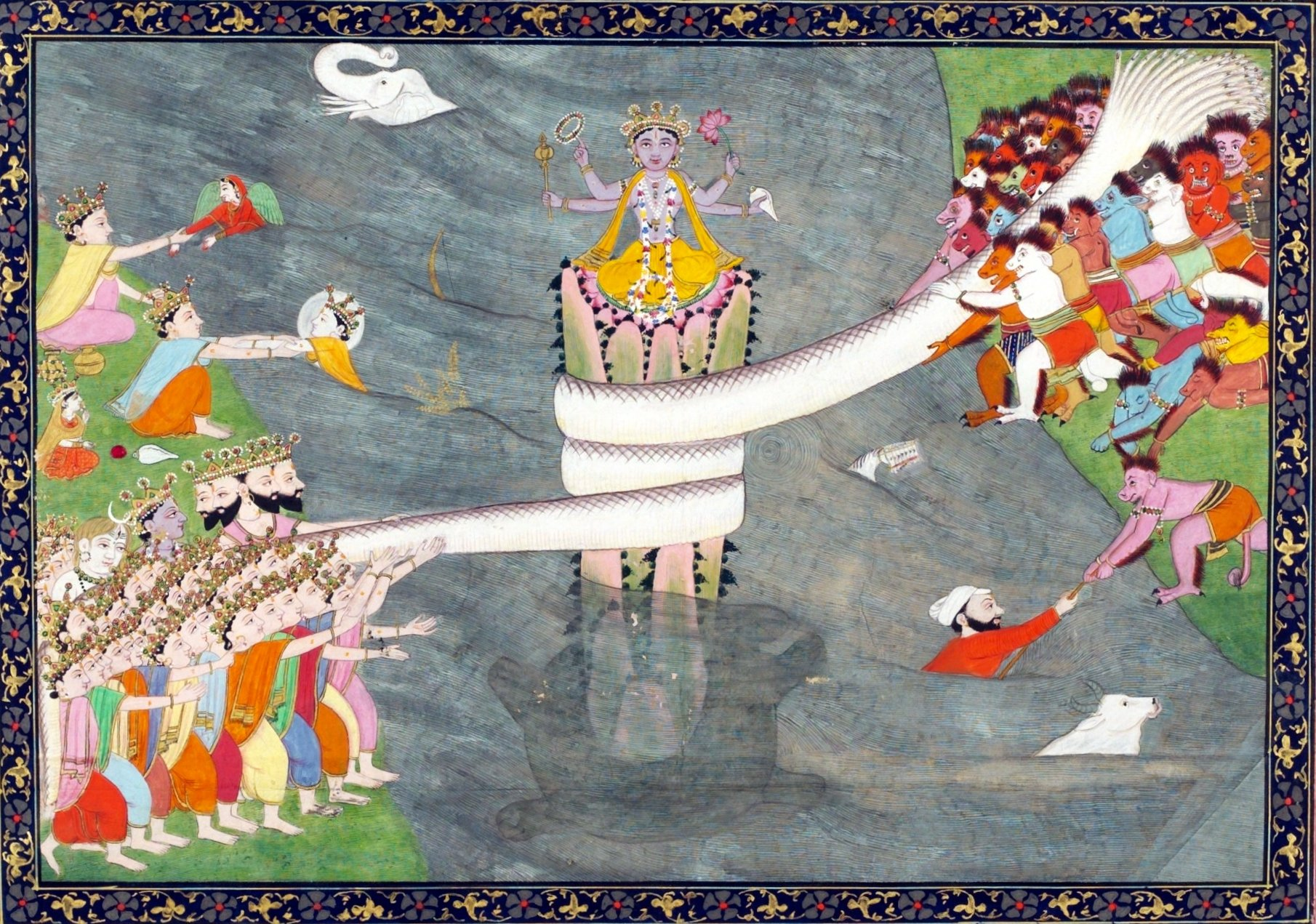
Karnen van de oceaan van melk

Indra was betrokken bij het karnen van de oceaan van melk, waarbij de deva's en asura's samenwerkten om de onsterfelijkheidsdrank amrita (soma) te verkrijgen. Op een dag kwam Indra, gezeten op een olifant, de wijze Durvasa tegen, die hem een krans overhandigde, die hij van Shiva had gekregen. Indra hing de krans over de slurf van de olifant om te bewijzen dat hij niet egoïstisch was, maar het dier wierp de krans op de grond, omdat hij wist dat Indra zijn ego niet onder controle had. Daarop werd Durvasa woedend en vervloekte Indra en alle deva's: ze zouden hun kracht, energie en geluk verliezen. De deva's werden toen door hun vijanden, de asura's onder leiding van Bali, verslagen. De deva's vroegen Vishnoe om raad en die adviseerde hen samen te werken met de asura's om amrita te verkrijgen. Ondertussen zou hij ervoor zorgen dat de onsterfelijkheidsdrank in handen kwam van de deva's. De oceaan van melk werd gekarnd met de berg Mandara als karnstok, de slang Vasuki als draad en Vishnoe in de avatara (belichaming) van Kurma (schildpad) als steunpunt. Toen verschenen de ratna's (schatten) uit de oceaan, waaronder de godin Lakshmi, de witte olifant Airavata en de geneesheer Dhanvantari met de pot met amrita.

## Vishvarupa en Vritra
In de Taittirya Samhita, een niet-klassieke tekst, wordt verhaald hoe Indra de drie hoofden van Vishvarupa, de zoon van de algod en schepper Tvastri, afsloeg en daardoor een eeuwige schuld op zich laadde. Om wraak te nemen op Indra schiep Tvastri de draak Vritra.
De Mahabharata vertelt dat Indra Brihaspati, de acharya (leermeester) en hogepriester van de goden, had beledigd door onhoffelijk gedrag. Toen was Brihaspati weg gegaan en had zich onzichtbaar gemaakt. Het hof verloor haar aanzien en de asura's vielen weer aan. Daarom werd naar een nieuwe acharya gezocht en Brahma adviseerde Vishvarupa te vragen. Maar Vishvarupa had een asura, een daitya, als moeder en daarom vertrouwde Indra hem niet. Indra dacht dat hij niet trouw zou zijn in de strijd tegen de asura's. Daarom doodde hij hem met zijn bliksem. Tvastri schiep Vritra om Indra te doden, maar de goden vroegen Vishnoe om hulp. Vishnoe ging over in de bliksem van Indra. Na lange strijd werd een wapenstilstand gesloten. Indra zou Vritra niet mogen aanvallen met een wapen van hout, metaal of steen, iets wat droog of nat was, niet bij dag of nacht. Maar op het strand in het schemerdonker kwam het weer tot een treffen. Indra hakte Vritra's armen af en Vritra slokte Indra op. Indra kwam uit Vritra's buik tevoorschijn, raakte de zee met zijn bliksem en de schuimende branding van de zee velde Vritra. Omdat hij zijn overwinning had behaald door zonde en bedrog, vluchtte Indra. Hij maakte zich zo klein als een atoom en verstopte zich in een stengel van een lotusplant in het meer Manasarovar.
Volgens de Rig Veda moest zijn moeder Indra in zijn jeugd verbergen voor zijn vader Tvastri. In vers 4.18:12 staat dat Indra later zijn vader bij de voet nam, hem verpletterde en zijn eigen moeder tot weduwe maakte. Tvastri wordt pas in de latere Indiase traditie gelijkgesteld aan Vritra's vader. Vritra, de demon van de droogte, lag op de berg, die de wateren (koeien) gevangen hield.
Indra's belangrijkste wapenfeit is het neerslaan van de asura Vritra, de eerstgeborene onder de draken, zoon van de godin Danu, die de vitale elementen van het universum (de wateren, de zeven rivieren, licht, 'koeien') belemmert en bedekt. Vritra is een draak (Ahi), die chaos en niet-zijn (asat) vertegenwoordigt. Een van de epitheta van Indra is dan ook vrtrahan: 'slager van Vritra, overwinnaar van weerstand'. Door deze oerkrachten te verslaan scheidt hij hemel en aarde af en onderhoudt ze (RV 5.29). Volgens een verhaal hadden de Pani's (Asura's, demonen) de goddelijke koeien in de grot Vala ('omheining', ook de naam van Vritra's broer) opgesloten en stuurde Indra zijn hond Sarama erop uit om de verblijfplaats van de koeien te vinden.
Volgens de Ramayana doodde Indra Vritra met een schuimpilaar. Dit zorgde ervoor dat de zon kon opkomen en de wateren vrij kwamen, het leven begon. Omdat Indra Vritra om heimelijke wijze had gedood, verdween hij. Hij maakte zich zo klein als een atoom en verborg zich in de stengel van een heilige lotus in het meer Manasarovar.
De Mahabharata vertelt wat er volgde op Indra's verdwijnen. De goden hadden een koning nodig en boden Nahusha de kroon aan, maar ook hij werd overmoedig en wellustig. Hij liet zijn oog op Sachi-devi vallen, Indra's echtgenote. Zij zocht bescherming bij Brihaspati. Nahusha bleef aandringen. Sachi stelde voor om Indra te zoeken en als ze hem niet vond zou ze Nahusha huwen. Nadat ze Indra aan het meer had opgezocht en zijn advies had ingewonnen, lokte ze Nahusha in de val. Hij moest zich in een draagstoel door de zeven Rishi's (Prajapati's) naar haar huis laten dragen. Daarbij gaf Nahusha Agastya een trap om meer haast te maken, waarna de rishi hem vervloekte en Nahusha duizenden jaren als python in de jungle moest verblijven. Indra kwam terug op de troon.

## Bali
Volgens bepaalde mythen streed Indra (en niet Varuna) tegen de demonen onder leiding van Jalamdhara. De demon Bali sneuvelde en Indra zag edelstenen uit zijn mond komen. Hij sneed de demon open met zijn bliksemflits en het bloed was robijnen, de ogen saffieren, de botten diamanten, het vlees kristallen, de tong koraal en het gebit parels.

## Krishna
Indra wordt verslagen door Krishna. Krishna's vrouw Satyabhama wilde de wonderlijke Parijata boom hebben, die in Indra's hemel groeide en was voortgekomen uit het karnen van de oceaan van melk. Krishna nam de boom op op zijn vogel Garoeda en plantte de boom in zijn eigen tuin. Indra en zijn goden konden Krishna niet tegenhouden (Vishnu Purana).

## Ramayana

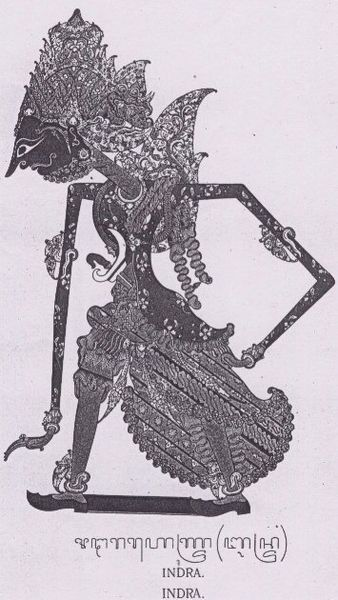
Indra (afbeelding wajangpop voor schimmenspel)

In het Ramayana epos verleidt hij Ahalya, de vrouw van Gautama. Toen de wijze van huis was vermomde Indra zich en werd door Ahalya herkend. Ze was nieuwsgierig naar de god en Gautama komt hem tegen als hij vertrekt. Hij snapt wat er aan de hand is en zorgt ervoor dat de testikels van Indra afvallen. Gautama vervloekt zijn vrouw en ze moet op as liggen en leven van lucht tot Rama haar bezoekt. Indra's testikels werden vervangen door die van een ram. In een andere versie van Gautama's vloek kreeg Indra duizend ogen over zijn hele lichaam. Daarom werd Indra Sahasraksha genoemd, 'met duizend ogen'.

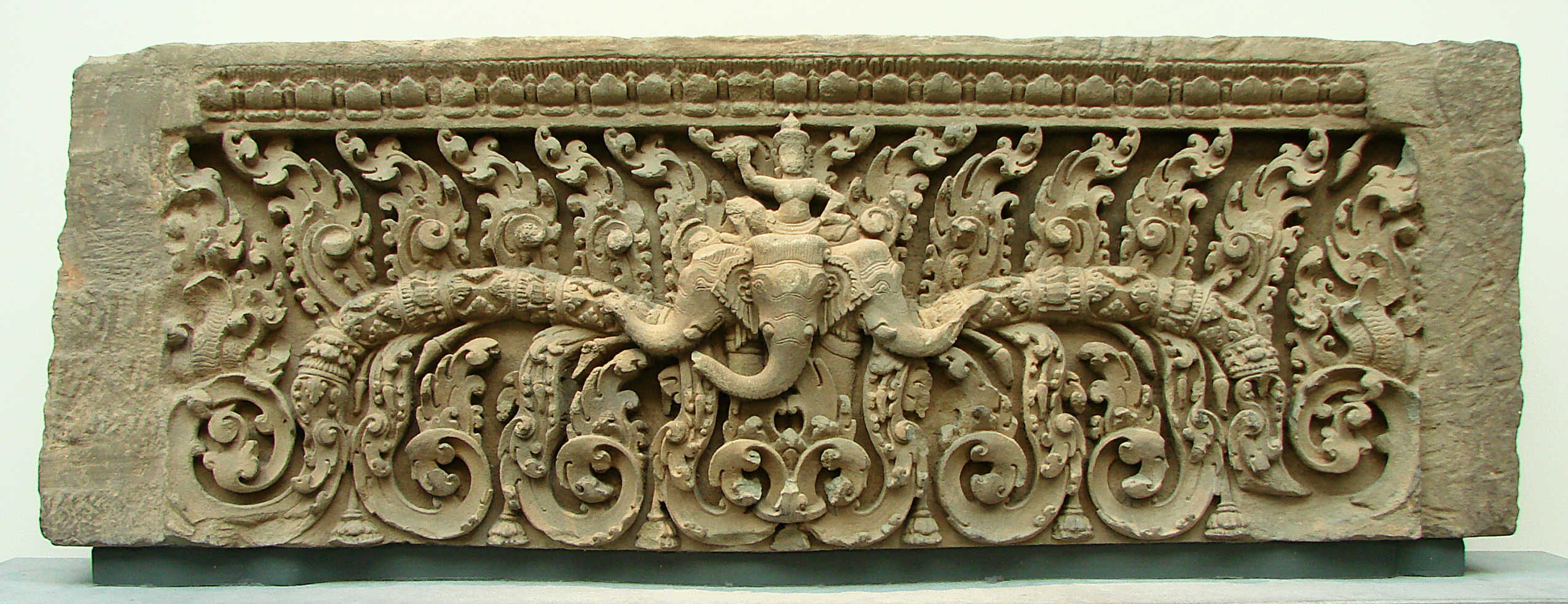
Indra (Cambodja)